# محطة قطار جرمة

### خدمة
محطة جرمة هي محطة قطار جزائرية تقع في إقليم بلدية فسديس، على حدود بلدية جرمة، بولاية باتنة.

## الموقع
تقع المحطة في الشمال الشرقي من إقليم بلدية فسديس وجنوب مدينة جرمة، على خط القراح إلى تقرت. وتسبقها محطة عين ياقوت، وتتبعها محطة جامعة مصطفى بن بولعيد.

## خدمة الركاب

### خدمة
تخدم محطة جيرما القطارات الإقليمية :
- سكيكدة – عين التوتة؛
- قسنطينة – بسكرة.[1][2] ؛
- جرمة – جامعة مصطفى بن بولعيد – باتنة – جامعة الحاج الأخضر – عين التوتة [3][4]

## روابط خارجية
- "SNTF". Société nationale des transports ferroviaires (SNTF). مؤرشف من الأصل في 2025-06-02.